# Кондик
Конди́к (таб. Гъвандикк) — село в Хивском районе Дагестана. Административный центр сельсовета «Сельсовет Кондикский».

## Население
| 1895  | 1926 | 1939 | 1970  | 1989  | 2002  | 2010  |
| ----- | ---- | ---- | ----- | ----- | ----- | ----- |
| 582   | ↗741 | ↗856 | ↗1032 | ↗1150 | ↗1342 | ↗1457 |
| 2021  |      |      |       |       |       |       |
| ↘1406 |      |      |       |       |       |       |

## История
Согласно архивным данным, Кандикский сельсовет был образован в 1932 году: в него вошли населённые пункты Кандик, Цудук, Арчуг и прикутанный участок Сюгют.
В селе функционирует средняя общеобразовательная школа, созданная в 1922 году.